# Drosophila bifasciata
Drosophila bifasciata este o specie de muște din genul Drosophila, familia Drosophilidae, descrisă de Pomini în anul 1940. Conform Catalogue of Life specia Drosophila bifasciata nu are subspecii cunoscute.